# Torpeda Mark X
Torpeda Mark X – amerykańska torpeda parogazowa używana przeciwko jednostkom nawodnym do połowy II wojny światowej przez okręty podwodne, przede wszystkim typów R i S.
Projekt Mark X ukończono w 1915 roku – była to torpeda dalekiego zasięgu opracowana dla użycia z okrętów podwodnych wyposażonych w wyrzutnię torpedowe kalibru 533 milimetry. Pocisk tego modelu był ostatnią torpedą opracowaną przez E.W. Bliss Company, jednak wytwarzany był w Naval Torpedo Station. Torpedy tego wzoru używał również polski okręt podwodny ORP „Jastrząb” (P-551).